# پرچین‌کاری

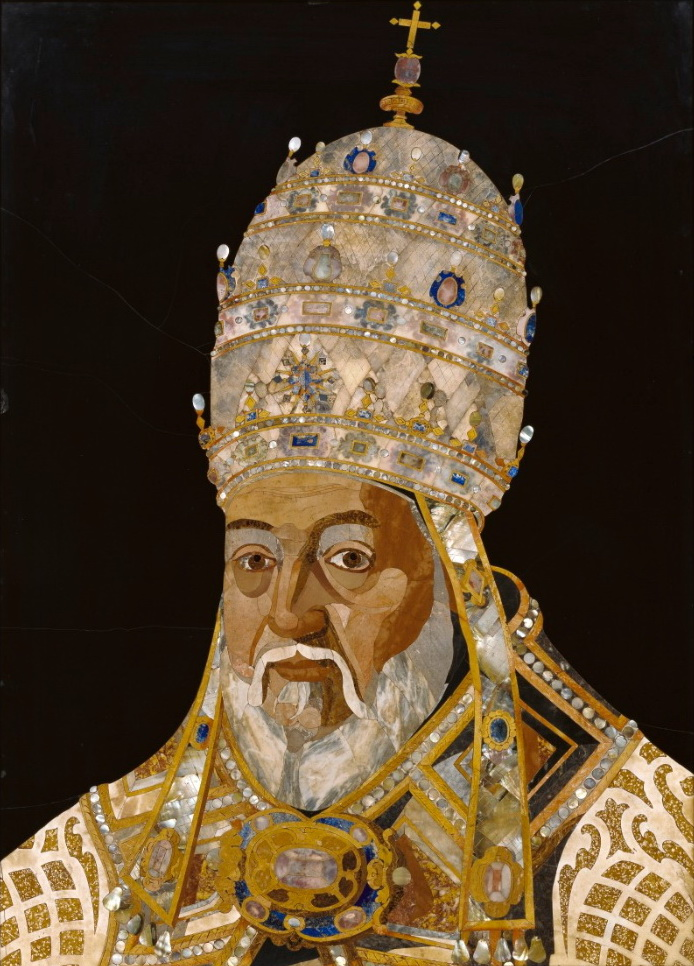
موزاییک کلمنت هشتم

پرچین‌کاری (parchinkari, Parchin kari) یا پیِترا دورا (به ایتالیایی: pietra dura) یا پیِتره دوره (به ایتالیایی: pietre dure) هنری است در شبه‌قارهٔ هند که از بریدن تکه‌های سنگ رنگی و کنارِ هم گذاشتن و چسباندن آنها تصویرهایی ساخته می‌شود. پرچین‌کاری از هنرهای تزیینی به حساب می‌آید.